# Bunkka
Bunkka — студийный альбом диджея Пола Окенфолда, выпущен в 2002 году на лейбле Maverick.

## Об альбоме
Первый трек в альбоме, «Ready, Steady, Go», появляется в фильме Идентификация Борна, когда Джейсон Борн пытается ускользнуть от французской полиции. Также этот трек использовался с корейским текстом и вокалом в фильме Соучастник в сцене в клубе Fever, а также в фильме Агент Коди Бэнкс. Этот трек использовался в серии видеоигр Dance Dance Revolution в игре DDR Ultramix для Xbox. Песня появляется в рекламе Saab и вошла в саундтрек для видеоигр EA Sports Tiger Woods PGA Tour 2003 и Juiced. Она также появляется в фильме Громобой, основанном на одноимённой новелле Энтони Хорровица (англ. Anthony Horrowitz), и в телесериале Шпионка, когда Сидни и Ной пытаются совершить кражу жёсткого диска. Восьмой трек в альбоме, «Starry Eyed Surprise», использовался в рекламе диетической Кока-колы.
Также до настоящего времени этот альбом является самым продаваемым альбомом Пола Окенфолда, с объёмом продаж превышающим 1 000 000 копий по всему миру.

## Список композиций
1. «Ready Steady Go» (Вокал: Asher D) — 4:13
2. «Southern Sun» (Вокал: Carla Werner) — 6:57
3. «Time of Your Life» (Вокал: Перри Фаррелл) — 4:17
4. «Hypnotised» (Вокал: Тифф Лейси) — 6:34
5. «Zoo York» — 5:25
6. «Nixon’s Spirit» (Вокал: Хантер Стоктон Томпсон) — 2:48
7. «Hold Your Hand» (Вокал: Эмилиана Торрини) — 3:39
8. «Starry Eyed Surprise» (Вокал: Shifty Shellshock) — 3:48
9. «Get Em Up» (Вокал: Айс Кьюб) — 3:50
10. «Motion» (Вокал: Грант Ли Филлипс) — 6:24
11. «The Harder They Come» (Вокал: Нелли Фуртадо и Tricky) — 3:50

## Над альбомом работали
- Пол Окенфолд — продюсер, сведение
- Хантер Стоктон Томпсон — Вокал, тексты
- Эмилиана Торрини — Вокал
- Айс Кьюб — Вокал
- Тифф Лейси — Вокал
- Перри Фаррелл — Вокал
- Нелли Фуртадо — Вокал
- Tricky — Вокал
- Carla Werner — Вокал
- Shifty Shellshock — Вокал
- Грант Ли Филлипс — Вокал, бэк-вокал
- Марк Ральф — Гитара
- Дэвид Родос — Гитара
- Эмерсон Суинфорд — Гитара
- Джейми Мухоберак — клавиши

Дополнительный персонал
- Стив Осборн — продюсер, программирование, сведение треков, сведение вокала
- Энди Грей — продюсер, программирование, проектирование, сведение треков
- Кармен Риззо — продюсер, проектирование.
- Джефф Турзо — продюсер, сведение треков
- Эд Чедвик — помощник проектировщика
- Пит Дэвис — программирование, проектирование
- Крис Блэр — мастеринг
- Марк Марот — A&R
- Гай Осири — A&R
- Рикардо Винас — A&R
- Антон Корбийн — фотографии

## Использование песен альбома
- «Zoo York» (которая основана на Winter: Lux Aeterna Клинта Мэнселла) использовалась в трейлерах к фильмам Пекло и Вавилон Н.Э..
- «Starry Eyed Surprise» использовалась в рекламе Кока-колы
- «Ready Steady Go» — стала официальным саундтреком к фильмам Громобой, Идентификация Борна и Соучастник.

## Чарты
Альбом — Billboard (Северная Америка)
| Год  | Чарт                  | Позиция |
| ---- | --------------------- | ------- |
| 2002 | The Billboard 200     | 65      |
| 2002 | Top Electronic Albums | 1       |